# Imamzade Halil Pacha
Imamzade Halil Pacha était un homme d’état ottoman qui fut grand vizir de l’Empire ottoman de 1406 à 1413.